# Adolphe Blanc
Ne doit pas être confondu avec Adolphe-Edmond Blanc.
Pour les articles homonymes, voir Blanc (homonymie).
Adolphe Blanc, né le 24 juin 1828 à Manosque et mort le 10 juin 1885 à Paris, est un violoniste, altiste et compositeur français.

## Biographie
Blanc a été envoyé fort jeune à Paris, où il est entré au Conservatoire de Paris, où il a remporté, dans la classe de Delphin Alard, un premier prix de violon en 1849, et un autre de solfège, puis il a pris des leçons de composition de Jacques-Fromental Halévy. Membre de l'orchestre de la Société des concerts du Conservatoire, il n’a cessé de se livrer activement à la composition de la musique de chambre, ce qui lui a fait décerner en 1862, par l’Académie des beaux-arts, le prix Chartier, consacré à ce genre.
Un temps chef d'orchestre au Théâtre-Lyrique, pendant la première administration de Léon Carvalho, de 1855 à 1860, il a produit un assez grand nombre de compositions, pour la plupart dans le genre sérieux, des trios, des quatuors, des quintettes, des sonates, etc. On a également de lui des chœurs pour les orphéons, des morceaux de chant, notamment les Danses chantées, un petit opéra intitulé les Deux Billets, etc.
Partisan de la clarté et de la simplicité de l’ancienne école classique, Blanc reste le fidèle disciple d’Haydn et de Mozart. Presque toutes ses œuvres sont écrites en style ancien et il est l’un des derniers représentants de l’école purement classique. »
Bien qu’il ait souvent été décrit comme voué et dévoué exclusivement à la composition de la musique de chambre, genre où de très grands maitres se sont illustrés, mais peu lucratif, Blanc a néanmoins sacrifié au genre de la musique de salon (en). On lui doit ainsi deux ou trois aimables opéras comiques de salon. Ainsi, au concert de mardi gras de 1878 par Charles Lebouc, salle Herz, les honneurs ont été pour son septuor, exécuté par Albert Lavignac, Donjon, Charles Triébert, Schlottmann, Vannereau, Lebouc et de Bailly. Dans un des élégants salons de la rue Laffitte, sa symphonie burlesque la Promenade du bœuf gras a également été exécutée avec grand succès, par un orchestre composé presque entièrement de jeunes et jolies femmes du monde, sous la direction de l’auteur, qui tenait lui-même la partie de tambour. Cette symphonie burlesque s’étudiait dans maints salons, car ce morceau avait beaucoup d’entrain et employait, en l’amusant, un personnel artistique très nombreux.
Il était membre des comités de l’Association des artistes musiciens et de la Société des compositeurs de musique, où il était très assidu. Il était également trésorier de la Société des compositeurs de musique, et membre de la Société des concerts du Conservatoire, où il jouait de l’alto. S’il n’est pas mentionné dans les encyclopédies telles que le Grove ou de Eitner, on le trouve dans un article de la nouvelle édition (2000) de l’encyclopédie Die Musik in Geschichte und Gegenwart. Johannes Weber le décrit, dans le Temps, comme « un homme distingué et aimable, comme ses compositions » tandis que le Ménestrel le dit « Homme du monde, homme modeste et galant homme, ne parlant jamais de lui et toujours prêt à se rendre utile à autrui … [qui] laissera un excellent souvenir à tous ceux qui l’ont connu ».
Quelques-unes de ses œuvres ont été enregistrées à la fin du XXe siècle, en particulier le Septuor op. 40.

## Œuvres
- Œuvres publiées chez l'éditeur Richault[4]
  - Rondinello pour piano, op. 2 ;
  - Thème varié pour piano, op. 4 ;
  - 2 sonates pour piano, op. 6 et 32 ;
  - 6 pensées fugitives pour piano, op. 30 ;
  - 4 sonates pour piano & violon, op. 31, 32, 34 et 42 ;
  - 4 sonates pour piano & violoncelle, op. 12, 13 et 17 ;
  - Sonate pour piano & cor, op. 43 ;
  - 4 Grands Trios pour piano [violon ?] & violoncelle, op. 18, 20, 21 et 35 ;
  - Trio pour piano, clarinette & violoncelle, op. 23 ;
  - Trio pour piano, flûte & violoncelle, op. 14 ;
  - 4 quatuors avec piano, op. 28 (dédié à Rossini, avec une lettre de ce célèbre artiste), op. 37 bis et op. 44 ;
  - 2 quintettes pour piano, violon, alto, violoncelle et contrebasse, op. 39 ;
  - Quintette pour piano, flûte, clarinette, cor et basson, op. 37
  - Septuor pour piano, flûte, hautbois, cor, alto, violoncelle et contrebasse ;
  - 2 romances sans paroles, pour violon, avec accompagnement de piano, op. 9 et 10 ;
  - Étude pour violon seul, op. 6 ;
  - Valse de concert pour violon, avec accompagnement de piano, op. 3 ;
  - Tarentelle pour violon, op. 8 ;
  - La Farfalla, scherzo pour alto & piano, op. 7 ;
  - Barcarolle pour violoncelle & piano, op. 11 ;
  - 3 trios à cordes, op. 25 et 41 ;
  - 4 quatuors à cordes, op. 16, 27, 38 et 53 ;
  - 4 quatuors avec piano, (l'op. 28 est dédié à Rossini) ;
  - 4 quintettes pour 2 violons, alto, violoncelle et contrebasse, op. 21, 22, 36 et 40bis ;
  - 3 quintettes à cordes (2 altos), op. 15, 19 et 29 ;
  - Septuor pour clarinette, cor, basson, violon, alto, violoncelle et contrebasse, op. 40.
- Œuvres publiées chez l'éditeur Lemoine
  - Andantino capriccioso pour violon, avec accompagnement d'orchestre
  - Andante pour violoncelle, id.
  - Ouverture espagnole, pour orchestre
  - Sonatines pour piano, pour piano à 4 mains, et pour piano et violon (collection du Petit pianiste et de l'École d'accompagnement)
  - Les Beautés dramatiques, grande collection de morceaux pour piano & violon sur des thèmes d'opéras célèbres (en société avec MM. Renaud de Vilbac et Albert Lavignac)
  - La Promenade du bœuf gras, symphonie burlesque pour quatuor d'instruments à cordes et différents instruments d'enfants.
- Autres œuvres
  - Quelques morceaux de chant, entre autres les Danses chantées
  - Deux opérettes : Les Deux Billets, et Les Rêves de Marguerite
  - Un opéra-comique en un acte, Une Aventure sous la ligue, écrit pour un concours ouvert par la société de Ste-Cécile de Bordeaux, vers 1857, et qui a été l'objet d'une mention honorable
  - Un certain nombre de chœurs orphéoniques
  - Deux symphonies (inédites ?; exécutées lors de plusieurs concerts).

## Discographie
- Sonatine concertante, op. 64 – Duo Philippe Corre et Edouard Exerjean, pianos (janvier 1990, Vérany) (OCLC 22696956) — dans Musique française pour 2 pianos, 1865-1885, avec des œuvres de Louis Lefébure-Wély, Théodore Gouvy, Camille Saint-Saëns et Gabriel Pierné.
- Septuor, op. 40 ; Trio, op. 23 ; Quintette, op. 37 – Vents de Montréal (mars 2000, mai 2001, Atma Classique ACD 2 2224) (OCLC 869009153)
- Quintettes à cordes 3, 4 & 7 (op. 21, 22, 50) – Fabergé-Quintett (2003 et 2005, ES Dur) (OCLC 882959043)